# ایهاروش
ایهاروش (به مجاری: Iharos) یک شهرداری در مجارستان است که در ناحیه چورگو واقع شده‌است. ایهاروش ۲۲٫۶۹ کیلومتر مربع مساحت و ۵۳۲ نفر جمعیت دارد.